# 1,2-ビス(ジフェニルホスフィノ)ベンゼン
1,2-ビス(ジフェニルホスフィノ)ベンゼン（英語: 1,2-bis(diphenylphosphino)benzene, dppbz）は、化学式が C6H4(PPh2)2 (Ph = C6H5) で表される有機リン化合物である。ビスホスフィン配位子に分類され、錯体化学では一般的な二座配位子である。空気中では安定した白色固体である。キレート配位子としてのdppbzは、1,2-ビス(ジフェニルホスフィノ)エチレンによく似ている。